# سارا کرو
سارا کرو (به انگلیسی: Sara Crewe) با نام اصلی پرنسس سارا (به ژاپنی: 小公女セーラ، به انگلیسی: Princess Sara) یک مجموعه انیمه ژاپنی ۴۶ قسمتی است که توسط استودیو نیپون انیمیشن و انیپلکس ساخته شده است. پخش آن از ۶ ژانویه ۱۹۸۵ در شبکه فوجی تلویژن آغاز شده و تا ۲۹ دسامبر ۱۹۸۵ ادامه داشته است.